# Лепоглава
Лепоглава (хорв. Lepoglava) — город на севере Хорватии, в Вараждинской жупании.
Третий по величине город Вараждинской жупании после Вараждина и Иванеца. Население — 4174 человек (2011).

## Общие сведения
Лепоглава расположена в 50 км к северу от Загреба и в 30 км к юго-западу от Вараждина. В 7 км к северо-востоку от Лепоглавы находится город Иванец, в 15 км к юго-западу — Крапина.
В город ведёт автомобильная дорога из Вараждина и Иванеца, две другие дороги ведут в сторону города Крапина и автобана Загреб — Марибор (А2). В город ведёт тупиковая железная ветка из Вараждина, которая, однако, используется относительно слабо.
Лепоглава лежит на северных склонах горного хребта Иваншчица, у его западной оконечности. Через город протекает река Бедня (приток Дравы), исток которой находится неподалёку от Лепоглавы.

## История

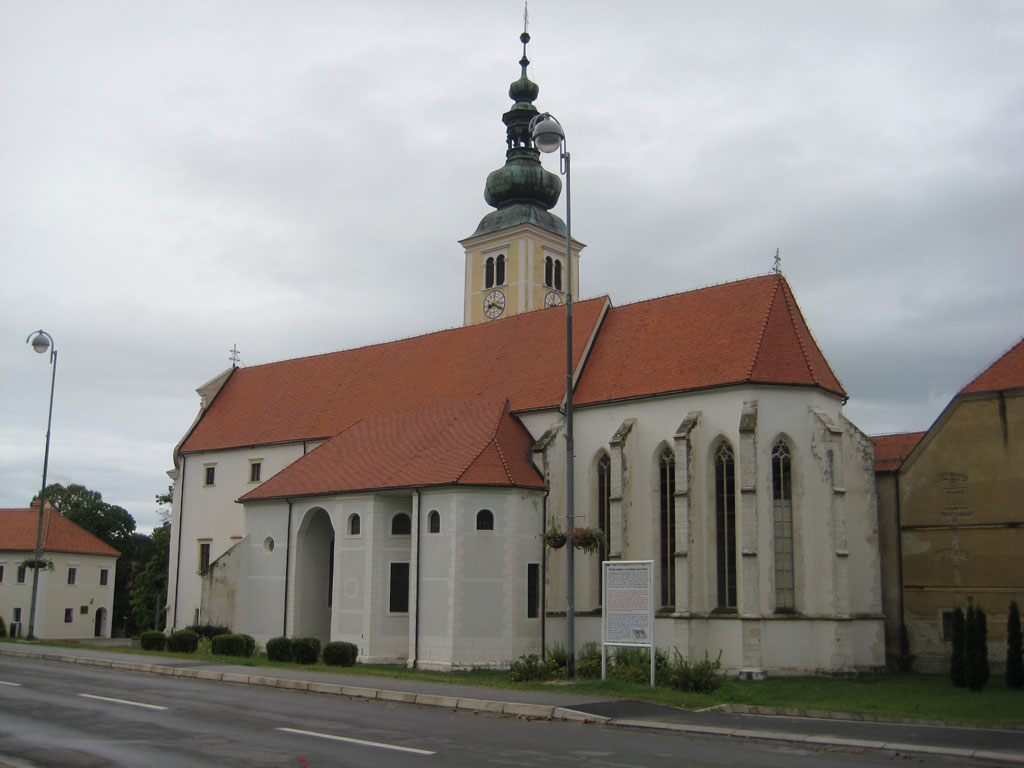
Монастырь паулинов

В 1503 году в городе был основан монастырь ордена паулинов. При монастыре была открыта одна из самых старых в Хорватии грамматических школ. Позднее при императоре Леопольде I эта школа была преобразована в академию. Монастырская церковь Святого Марка украшена старинными фресками.
В 1854 году монастырь был преобразован в тюрьму, ставшую самым известным хорватским местом заключения. Во времена Королевства Югославии здесь отбывали заключение коммунисты и другие «неблагонадёжные», в том числе Иосип Броз Тито. В период Второй мировой войны здесь содержались арестованные антифашисты, более двух тысяч из которых были казнены. После войны пришедшие к власти коммунисты использовали тюрьму как место заключения своих политических противников. Здесь содержался архиепископ Алоизие Степинац, а после подавления движения Хорватская весна — Франьо Туджман и другие лидеры движения. В 2001 году тюрьма была закрыта, а монастырь передан Церкви.